# 新營區
23°18′36″N 120°19′00″E / 23.310090°N 120.316546°E
新營區位於中華民國臺南市北部，為臺南市政府民治市政中心及臺南市議會民治議事廳所在地，原臺南縣縣治，現與安平區共為臺南市的行政中心。區內政府機關、商店、公共設施、學校林立，生活機能亦相當優渥，並設有新營車站、新營綜合轉運站兩大鐵公路樞紐，地理位置亦鄰近高鐵嘉義站，是北臺南政經、教育、藝文、交通等重要區域中心。近年來成為臺南市政府積極發展的一個城市，多項重大建設即座落於此區，例如國家圖書館南部分館暨國家聯合典藏中心、全民運動館等。除此之外，臺南市政府交通局也極力爭取在此興建北臺南第一條捷運：捷運紫線。

## 歷史
新營過去為洪雅族哆囉嘓社的生活區域，明鄭時期曾屯新兵器營於於現今鹽水區舊營里設鎮屯田，後來向東發展，約在今日新營東邊的「中營里」一帶，新設新兵器屯營，而以「新營」為名。清康熙年間屬於諸羅縣大奎壁庄，乾隆中葉以後改隸屬嘉義縣太子宮保，少部分則隸屬於鐵線橋保。新營在日治初期仍為小村庄，遠不如西邊的鹽水港（今鹽水區）及東邊─有平原及山產之利的店仔口（今白河區）繁榮。但日治時期1908年全線完成的縱貫鐵道設車站於鹽水與白河之間的新營，使得新營逐漸發展成為區域中心。地方的消長也同時反映在行政區劃上：新營原屬鹽水港廳太子宮堡，後改為嘉義廳鹽水港支廳所管。日治時經改制，1920年設臺南州時，成立新營郡，鹽水街與白河街反而由位在新營庄的新營郡役所管轄，而新營庄在1933年時升格為新營街。戰後改制為新營鎮，於1981年12月25日改制為新營市。2010年12月25日隨縣市合併，改制為新營區。在2018年1月29日、4月30日先後進行兩次里鄰調整後，新營區共轄有23個里。
新營位於明鄭時期鄭成功為反清復明工作，命名多個屯營之處，包括「新營」（今本區）、「上營」「中營」及「下營」（今下營區）、「舊營」（今鹽水區）、「柳營」（今柳營區）、「林鳳營」（今六甲區）、「後營」（今西港區）、「大營」（今新市區）等，上述均為臺南市境內之地名與市轄區。
日治時期新營以糖業興盛。戰後成為台南縣政府的所在地，加上總廠地位的新營糖廠加持，銀行和診所林立，使當地農工商興盛，市況相當繁榮，1977年新營與永康並列臺南縣2大鄉鎮，但隨著糖業沒落，縣市合併後失去了縣治地位，致使新營區發展逐漸趨緩。目前在市政府積極建設與便利的交通影響下，城市風貌有日漸改變，進而吸引許多知名連鎖企業進駐，工作多以公教、工、商、服務業和金融業為多數，大量的市府人員、高中職學校也讓新營持續帶來年輕的活動人口，因此仍是北台南最繁榮、商業氣息最重的轄區。

## 地理

### 地形
新營區位於臺南市北部，嘉南平原地理中心，北迴歸線南方20公里處，東鄰東山區，南銜柳營區，西接鹽水區，北連後壁區，土地面積約38.5386平方公里。全區地形平坦，海拔高度介於5至15公尺間，地質屬於第四紀沖積層，土質黏硬而滲透力弱，區境內西南部的土壤以沙頁岩新沖積土為主，東北部的土壤則主要為臺灣粘土。

### 人口
根據臺南市政府民政局統計，2024年底新營區戶數約3.1萬戶，人口約7.5萬人，是臺南市溪北地區人口最多的行政區，區內人口最多與最少的里分別是新東里與姑爺里，2024年底兩里人口分別為8,585人與890人。新營區與臺南市其他地區相同，面臨少子化與人口老化的問題，2024年底時，新營區人口中，有11.73%的年齡在0至14歲，67.30%是15至64歲人口，65歲以上人口則有20.97%。

## 政治

### 歷任首長
| 任別 | 姓名   | 任期                          | 備註                                                           |
| 1    | 張睿民 | 2010年12月25日－2018年1月30日 | 後調任永康區長，勞工局副局長                                   |
| 2    | 魏文貴 | 2018年1月31日－2021年4月13日  | 後調任歸仁區長                                                 |
| 3    | 翁振祥 | 2021年4月14日－2025年5月5日   | 2025年3月5日升任臺南市政府參議，代理新營區長職務至同年5月5日。 |
| 4    | 陳宏田 | 2025年5月6日-                 | 現任區長，原臺南市政府民政局宗教禮俗科長。                     |

### 區政組織

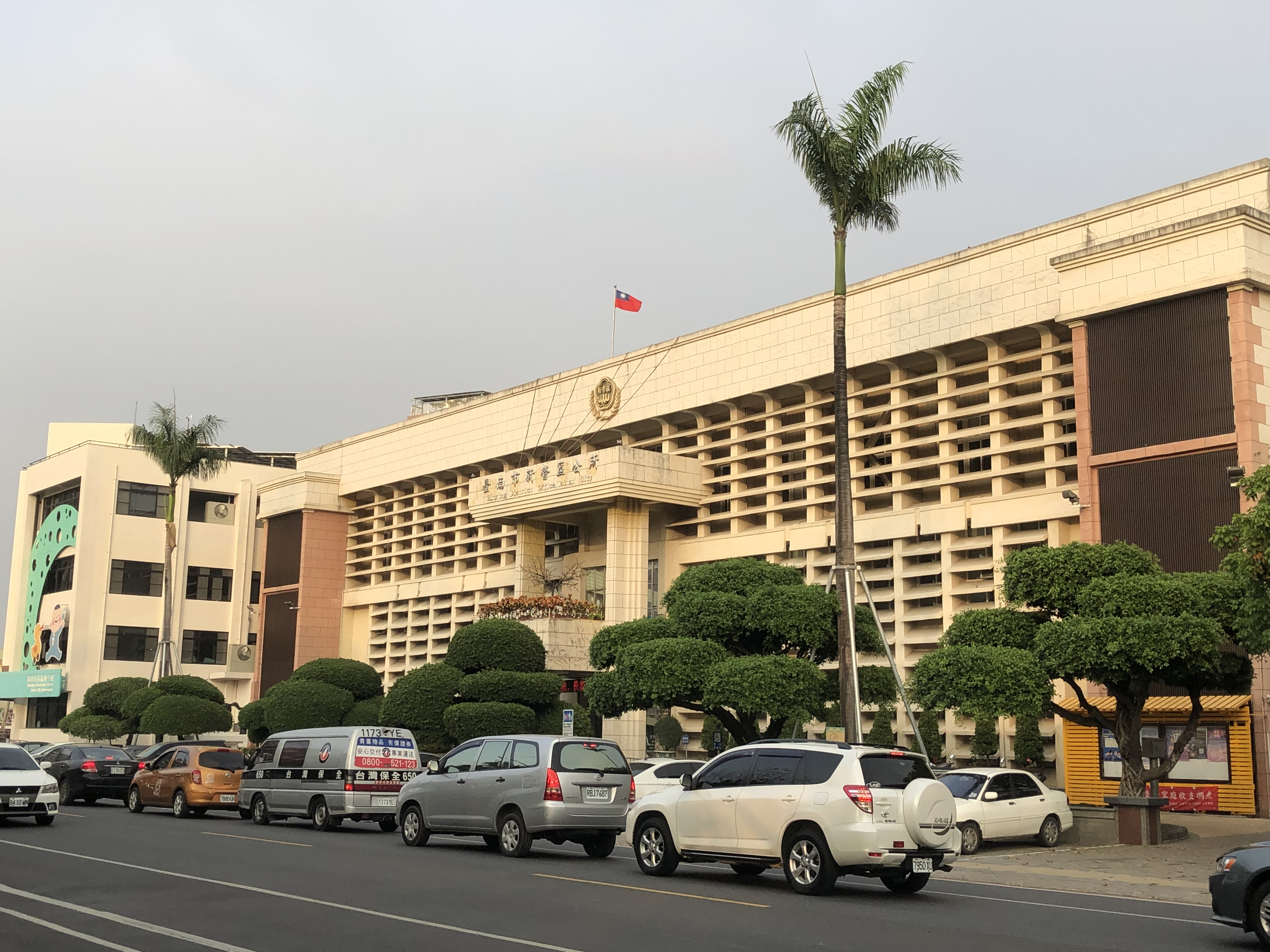
新營區公所

新營區公所是臺南市政府在新營區的派出機關，在中華民國政府架構中為市政府綜理區政的執行機關，上級業務監督機關為臺南市政府。区长由市長任命，其任期為無任期保障。在區長之下，設有5課3室等8個內部單位。

### 行政區
現今新營區行政範圍的確立，來自於1920年，日本將臺灣十二廳改為五州二廳，設新營庄屬臺南州新營郡。新營庄轄新營、茄苳腳、太子宮、舊廍、下角帶圍、許丑、王公廟、埤寮、後鎮、土庫、卯舍、鐵線橋、秀才、姑爺等14個大字:3-13。1933年，新營庄改制為「新營街」:A-24。1946年，改為「新營鎮」，屬臺南縣新營區:4-2。1950年，調整行政區域並裁撤區署，新營鎮改直隸於臺南縣。1981年12月25日，新營鎮改制為「新營市」:4-2。2010年12月25日，臺南縣市合併改制為直轄市，新營市改制為市轄區「新營區」，隸屬臺南市。新營區的行政區劃轄有忠政里、民權里、三仙里、大宏里、王公里、中營里、土庫里、南興里、興業里、民生里、民榮里、埤寮里、護鎮里、太南里、太北里、南紙里、嘉芳里、五興里、姑爺里、新北里、新南里、新東里、永平里等23個里，共計412鄰。

### 民意代表

#### 立法委員
- 臺南市第一選舉區：賴惠員（ 民主進步黨）

#### 臺南市議員
- 臺南市第一選舉區
 民主進步黨：李宗翰、王宣貿、沈家鳳
 中國國民黨：蔡育輝
無黨籍：趙昆原

## 經濟產業

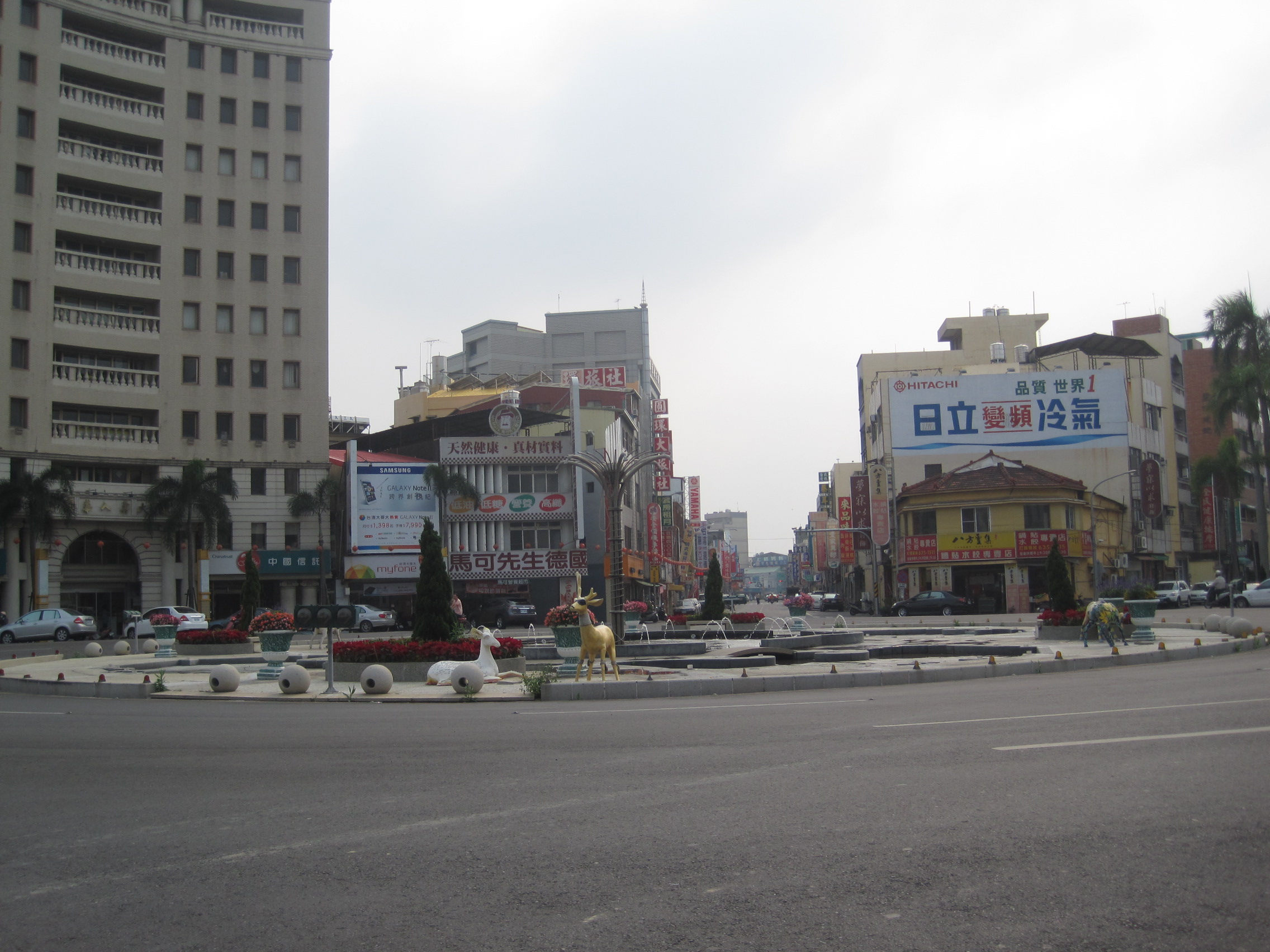
新營圓環

新營區距離臺南市區長達45公里、嘉義市長達18公里，是兩地之間的最大城市，串連附近北臺南、嘉義縣城鎮組成一日生活圈。商業機能相當成熟，區內有連鎖大型賣場家樂福進駐，是大新營地區唯一的量販店；其他商店業者，如全聯福利中心、特力屋、光南大批發、星巴克、寶雅生活館、85度C、屈臣氏、康是美、爭鮮、UNIQLO、麥當勞、肯德基、摩斯漢堡等亦在該區設有連鎖分店，國內三大國道客運業者：和欣客運總公司也設於此。市中心範圍位於國道1號以東、台1線以西、市道172號以南、建業路以北。擁有三、四十年以上的在地美食，例如清香鱔魚麵、新營小燒餅、豆菜麵、新營肉丸、延平沙鍋魚頭、包仔師胚芽意麵等；觀光景點除了太子宮之外，還有鐵線橋老街、舊廍老榕樹、天鵝湖等等，皆為吸引遊客前往新營商圈之特色。

### 金融機構

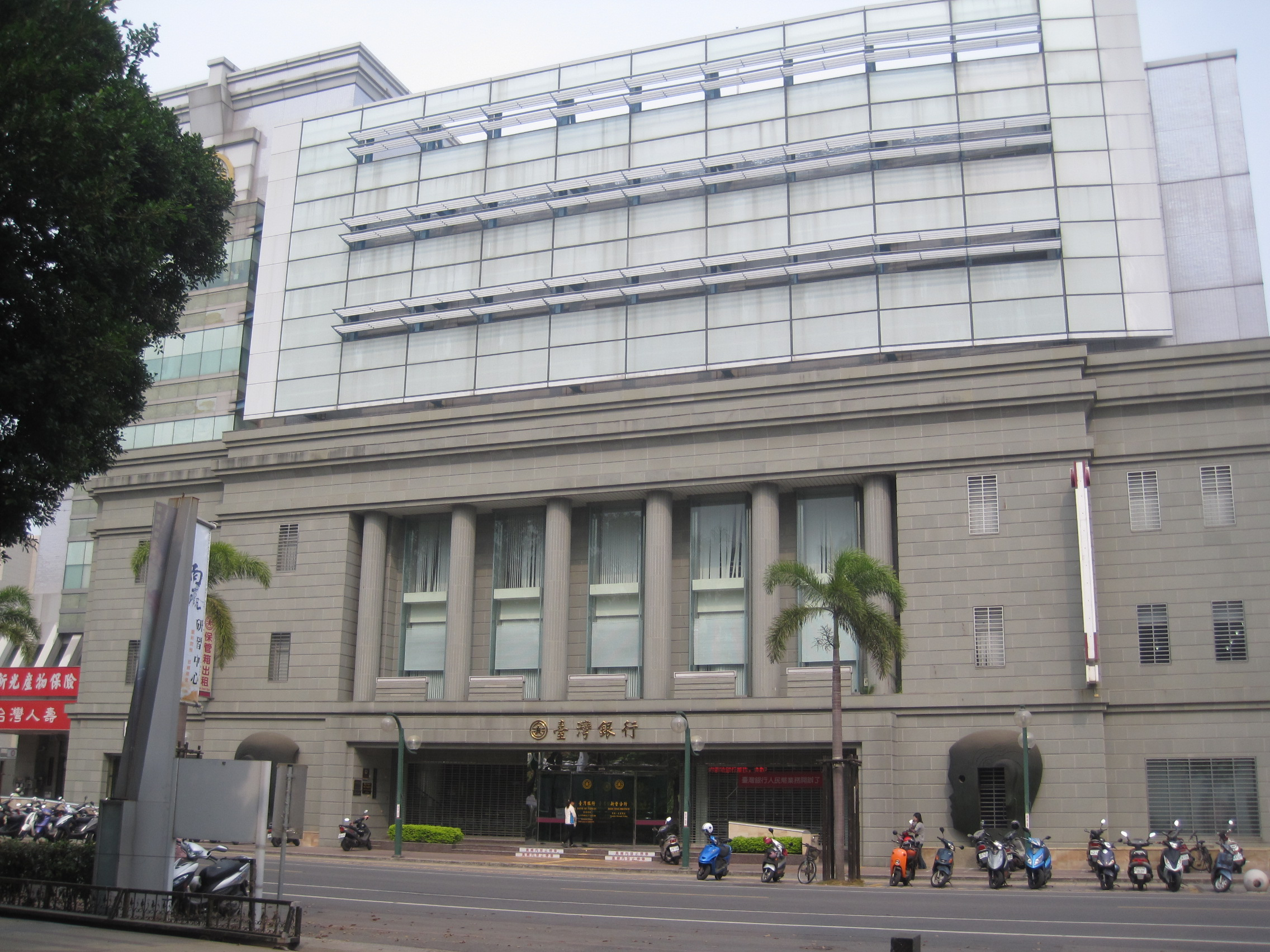
臺灣銀行新營分行辦公大樓

- 臺南市農會
- 新營區農會
- 臺灣銀行新營分行
- 臺灣土地銀行新營分行
- 元大商業銀行新營分行
- 玉山商業銀行新營分行
- 京城商業銀行新營分行
- 華南商業銀行新營分行
- 彰化商業銀行新營分行
- 新光商業銀行新營分行
- 第一商業銀行新營分行
- 國泰世華商業銀行新營分行
- 中國信託商業銀行新營分行
- 臺灣中小企業銀行新營分行
- 臺北富邦商業銀行新營分行
- 臺北富邦商業銀行東新營分行
- 合作金庫商業銀行新營分行
- 合作金庫商業銀行北新營分行

### 國營企業
- 臺灣自來水公司人力資源處員工訓練園區
- 臺灣自來水公司第六區管理處新營營運所
- 臺灣糖業公司新營糖廠
- 臺灣糖業公司油品事業部
- 臺灣電力公司嘉南供電區營業處
- 臺灣電力公司新營區營業處
- 臺鹽實業股份有限公司新營門市
- 臺灣菸酒公司新營營運所
- 中華郵政新營郵局
- 中華電信新營服務中心

### 工業
- 臺灣紙業股份有限公司
- 經濟部新營產業園區
  - 榮剛材料科技股份有限公司
  - 帝寶工業股份有限公司
  - 全晉實業股份有限公司
  - 寶一科技股份有限公司
  - 統義玻璃工業股份有限公司
  - 長榮鋼鐵股份有限公司
  - 正和製藥股份有限公司
  - 生達化學製藥股份有限公司
  - 榮眾科技股份有限公司

### 青創新創
- 贏地創新育成基地

（由臺南市政府經濟發展局委託工業技術研究院營運）

## 藝術文化

### 藝文場所

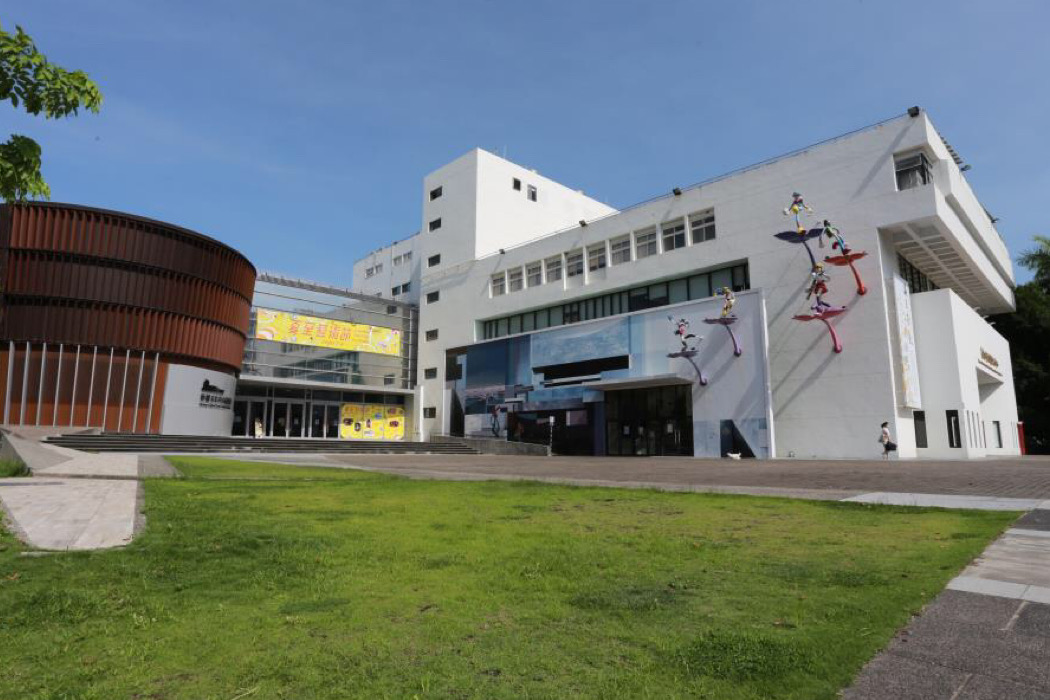
新營文化中心

- 國家圖書館南部分館暨國家聯合典藏中心（預計2025年完工）
- 臺南市立新營文化中心
- 臺南市立新營文化中心圖書館
- 臺南市立新營文化中心演藝廳
- 臺南市立新營區圖書館
- 新營美術園區
- 三一宅·藝空間
- 糖福印刷創意館

### 民俗文化
- 新營五間厝拜溪：

歷史源流：流經新營區，以及臺南市北部的急水溪，昔日由舊廍（今新營區舊廍里南端），向西南流過五間厝庄（今新營區五興里）北後，入北門區雙春。清嘉慶朝後期，河床逼近五間厝，危及庄民安全。於是在道光元年，五間厝庄民為求免難消災，於農曆8月15日祭拜河神，果然在道光3年，急水溪改道，自舊廍南下至鐵線橋（今新營區鐵線里）東南方轉彎，流向西南的甲中村（十六甲、中庄仔），北方，卻也造成當時鐵線橋南后寮仔庄，因突如其來的水患廢庄。道光10年，急水溪又再次改道南移，主流逼近中庄仔庄，另有一股支流從今日173縣道南流至中庄仔庄，庄民於8月16日祭祀河神，本來偏移的河道再度移轉，庄內免於水患。之後五間厝地區逢農曆8月15日、中庄仔庄逢8月16日皆會敬拜河神，至今不斷。

儀式特徵：每年8月15日、8月16日由庄人自動抬著祭品，於庄北大溝旁祭拜，並且準備金、銀紙，燒給土地公及好兄弟。此習俗並無任何特定儀式，僅有擺祭品與祭拜行為。祭祀流程持續到午後4點，酒過三巡後，焚燒紙錢，拜溪儀式圓滿達成。

### 宗教場所
道教
- 新營太子宮
- 新營真武殿
- 新營濟安宮
- 新營同濟宮

佛教
- 佛光山新營講堂

台灣基督長老教會
- 新營教會
- 新生教會
- 新興教會
- 台南市召會新營區會所

### 影視作品
- 《夏天的尾巴》- 2007年臺灣電影（電影一部分於新營取景，當時為舊制新營市）
- 《血觀音》- 2017年臺灣電影（電影一部分於新營取景，入鏡場景：長勝營區綠色隧道）
- 《俗女養成記》- 2019年臺灣戲劇（戲劇一部分於新營取景，入鏡場景：三一宅·藝空間、新營第二市場、民治路）
- 《想見你》- 2019年臺灣戲劇（戲劇一部分於新營取景，入鏡場景：品廚牛排）

## 教育運動
新營區有文教區之美譽，區內學校、補習班、圖書館遍佈，教育資源相當完善，新營區在臺南市教育程度平均為全市第二僅次東區。興國高中曾經也是臺南市四大私中之一。

### 高級中等學校

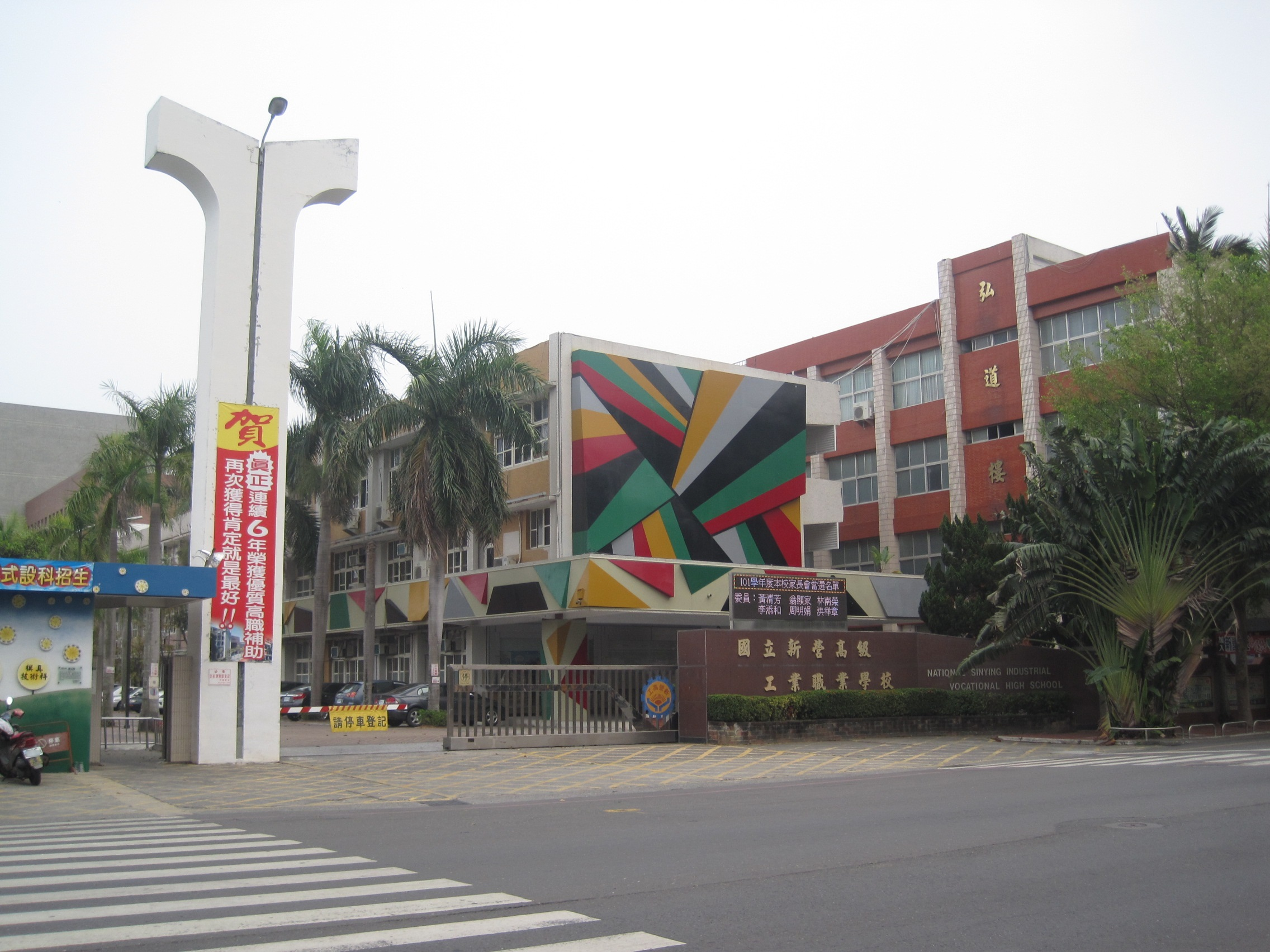
國立新營高級工業職業學校校門

- 國立新營高級中學
- 國立新營高級工業職業學校
- 臺南市私立南光高級中學
- 臺南市私立中信國際高級中等學校
- 臺南市私立育德工業家事職業學校

### 國民中等學校
- 臺南市立南新國民中學
- 臺南市立新東國民中學
- 臺南市立太子國民中學
- 臺南市私立南光高級中學附設國中部
- 臺南市私立中信國際高級中等學校附設國中部

### 國民小學
- 臺南市新營區新營國民小學
- 臺南市新營區新民國民小學
- 臺南市新營區新泰國民小學
- 臺南市新營區新進國民小學
- 臺南市新營區新興國民小學
- 臺南市新營區新生國民小學
- 臺南市新營區新橋國民小學
- 臺南市新營區公誠國民小學
- 臺南市新營區南梓實驗小學
- 臺南市新營區土庫國民小學

### 社區大學
- 新營社區大學

### 體育運動

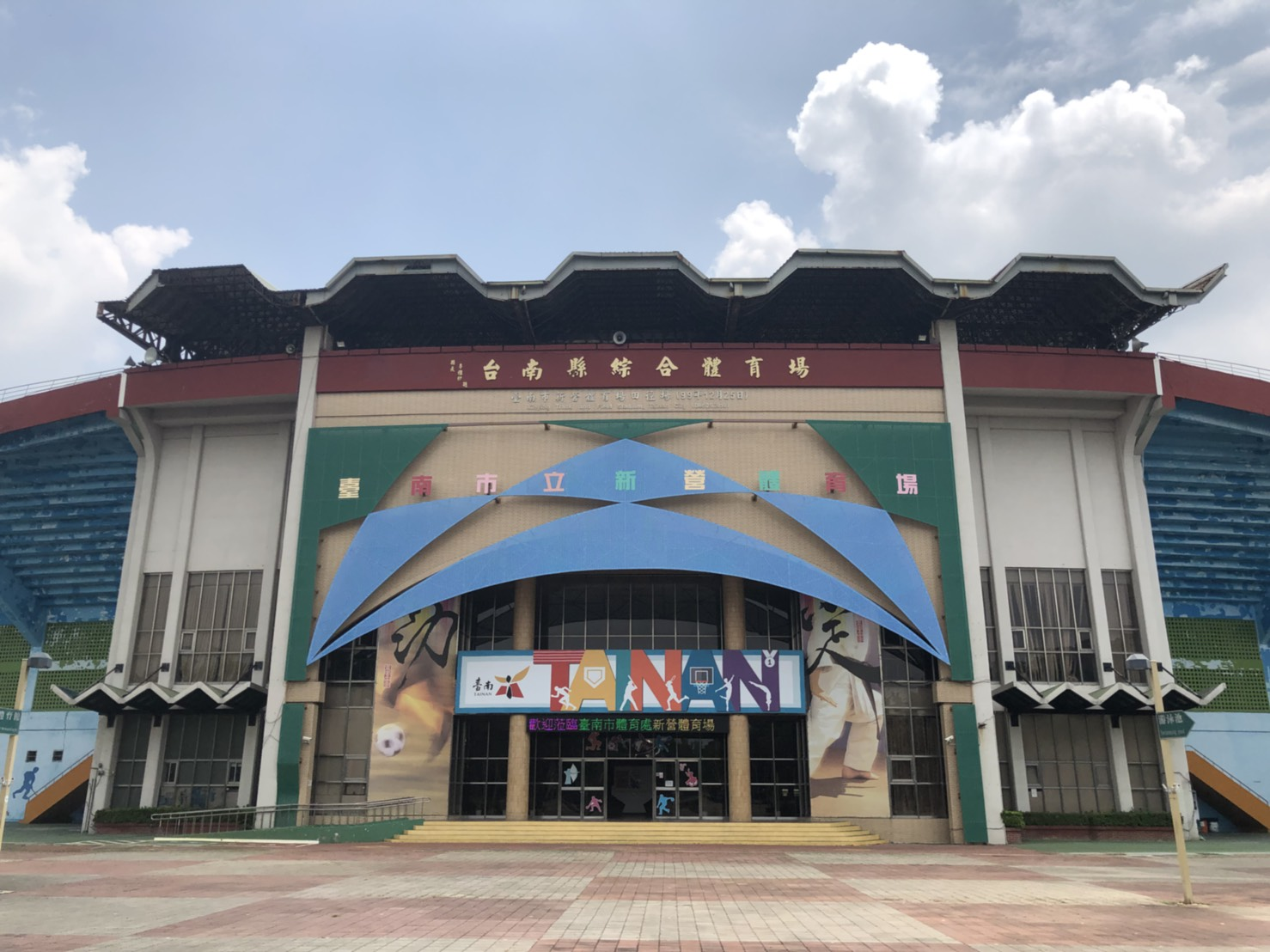
新營體育場田徑場

#### 臺南市立新營體育場
臺南市立新營體育場，前身為「臺南縣立綜合體育場」，由原臺南縣政府籌建，為臺南市的一座綜合性體育場區，場地設有兩座田徑場，可容納3萬人，其他尚有室內體育館、游泳池、滑輪場、國術室、柔道室、健身中心以及多座不同類型的球場。

#### 臺南市南瀛全民運動館
- 臺南市政府預計於南瀛綠都心公園旁設置北臺南首座全民運動館（國民運動中心），此計畫目前已獲中央核定，將補助臺南市政府新台幣1億元，全案經費共2億元，預計112年7月動土開工，完工後將提供北臺南民眾更好的室內運動場館。

#### 民營體育場館
- 世界健身俱樂部台南新營店
- 健身聯盟俱樂部
- 地心引力健身俱樂部綜合搏鬥館

## 醫療機構
- 衛生福利部新營醫院（地區醫院）
- 聯新醫療聯盟營新醫院（地區醫院）
- 新興醫療社團法人新興醫院（地區醫院）
- 信一骨科醫院（地區醫院）

## 交通系統

### 鐵路

#### 臺灣鐵路

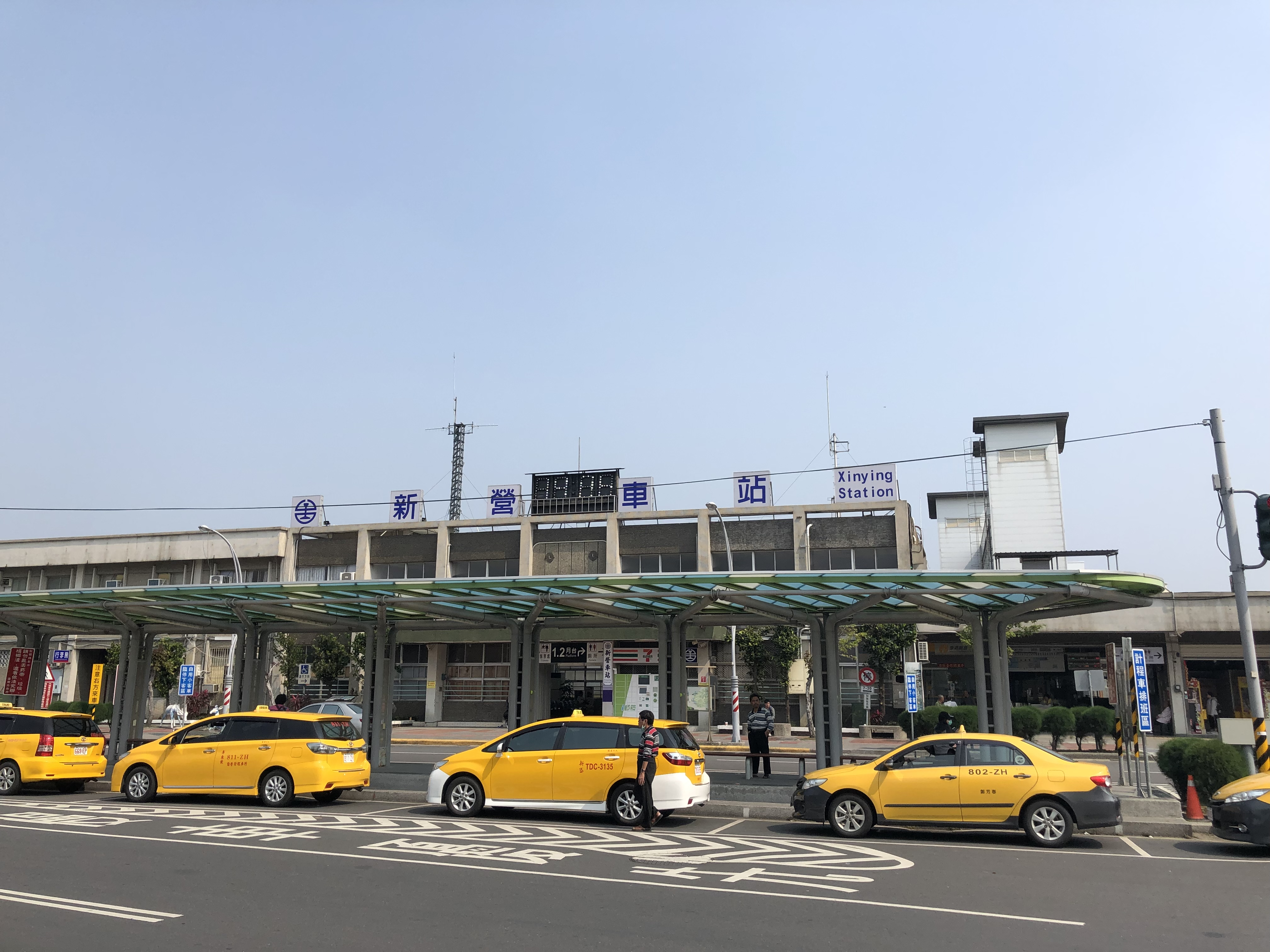
新營車站前站及計程車候車區

- 縱貫線：新營車站

#### 臺灣糖業鐵路
- 八翁線：新營車站、中興車站

#### 臺南捷運
- 紫線 ：佳里站－新營車站（規劃中）
- 棕線 ：麻豆站－新營車站―白河站（規劃中）

### 公路
- 國道一號（中山高速公路）
  - 新營交流道（288）
  - 新營服務區（284，雖名為新營，但位於後壁區）
- 台1線
- 台19甲線
- 市道172號

### 公車客運

#### 國道客運

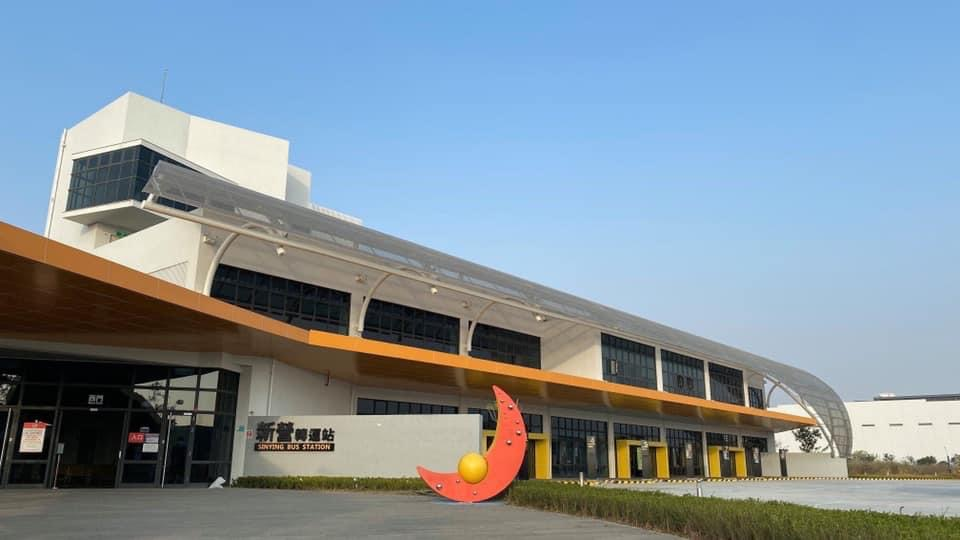
新營綜合轉運站大樓

設有新營綜合轉運站提供給國道客運（目前僅統聯客運進駐）及大臺南公車做使用。
| 編號  | 經營業者 | 路線                   | 備註                                                                  |
| ----- | -------- | ---------------------- | --------------------------------------------------------------------- |
| 1611  | 統聯客運 | 臺北轉運站－臺南轉運站 | 經三重重陽、桃園南崁、臺中中港、新營、鹽行                            |
| 1612  | 統聯客運 | 市府轉運站－臺南轉運站 | 經景美、新店、三峽、臺中中港、嘉義、新營、鹽行                        |
| 1625  | 統聯客運 | 臺中車站－臺南轉運站   | 經臺中朝馬、新營、麻豆、鹽行、仁德                                    |
| 1628  | 統聯客運 | 臺北－漚汪             | 經三重重陽、中壢、臺中中港、新營、麻豆、佳里 部分班次延駛苓仔寮、學甲 |
| 1836  | 國光客運 | 臺北－新營車站         | 經後壁、水上、嘉義 本班次繞駛嘉義轉運站，上嘉義交流道後直達臺北。     |
| 7500  | 和欣客運 | 臺北－臺南轉運站       | 經三重、桃園、新竹、臺中朝馬、新營、麻豆、新市、鹽行                  |
| 7505  | 和欣客運 | 板橋－臺南轉運站       | 經中壢、新營                                                          |
| 7505A | 和欣客運 | 板橋－新營             | 為板橋往返高雄路線一部分，需轉乘7512至高雄                            |
| 7512  | 和欣客運 | 新營－高雄             | 經楠梓、九如                                                          |
| 7513  | 和欣客運 | 臺北－高雄             | 經三重、桃園、新竹、新營、楠梓、九如                                  |

#### 市區公車與公路客運
市區公車路線由新營客運、興南客運、漢程客運行駛，部分來往嘉義縣路線由嘉義客運行駛。
| 編號              | 經營業者            | 路線                                       | 備註 |
| ----------------- | ------------------- | ------------------------------------------ | --- |
| 菱波官田線        | 新營客運            | 新營－善化轉運站                           | - 每週三停駛，台灣好行菱波官田線。 - 經烏山頭水庫、官田遊客中心、善化啤酒廠。                                |
| 61                | 新營客運            | 新營－臺灣鹽博物館                         | - 台灣好行西濱快線。 - 經鹽水、高跟鞋教堂、水晶教堂、七股鹽山。 - 新營站10:20發車，於臺灣鹽博物館16:40折返。 |
| 棕幹線            | 新營客運 興南客運   | 新營－鹽水－學甲－佳里                     | - 與興南客運聯營，部分班次行經飯店（不經大埔）。                                                             |
| 棕幹線區間車(1)   | 新營客運            | 新營－鹽水                                 | - 燈節、蜂炮期間加開區間車班次往返。                                                                         |
| 棕幹線區間車(2)   | 新營客運            | 新營－鹽水－大埔路口                       | - 新營站05:45開車，於大埔路口06:15折返。                                                                     |
| 棕幹線區間車(3)   | 新營客運            | 新營－鹽水－學甲區公所                     | - 新營學甲區間車全行經飯店，不經大埔。                                                                       |
| 棕1               | 新營客運            | 新營－鹽水－南鯤鯓－雙春                   | - 除05:50雙春發車班次，其餘班次皆延駛雙春濱海遊憩區。 - 部分班次延駛北門國中（不經雙春、遊憩區）。           |
| 棕2               | 新營客運 台一大車隊 | 新營－鹽水－下中                           | - 部分班次繞駛鹽水上帝廟。 - 4班次使用小黃公車營運。                                                         |
| 棕3               | 新營客運            | 新營－鹽水－坔頭港里                       | |
| 棕3-1             | 台一大車隊          | 新營－伽藍廟                               | - 全線使用小黃公車營運。                                                                                     |
| 棕4               | 新營客運            | 新營－鹽水－義竹－牛挑灣－朴子轉運站       | |
| 棕5               | 新營客運            | 新營－鹽水－義竹－南鯤鯓－好美里           | |
| 棕6               | 新營客運            | 新營－鹽水－義竹－前東港－布袋遊客中心     | - 每年4~9月延駛布袋商港。                                                                                    |
| 橘9               | 漢程客運            | 佳里－學甲區公所－高鐵嘉義站               | |
| 橘9-1             | 漢程客運            | 佳里－麻豆轉運站－高鐵嘉義站               | |
| 黃幹線            | 新營客運 興南客運   | 白河－新營－柳營－下營－麻豆轉運站         | - 部分班次繞駛白河商工。                                                                                     |
| 黃幹線 區間車(北) | 新營客運            | 白河－新營                                 | - 部分班次繞駛白河商工。 - 07:05白河發車班次延駛柳營奇美醫院。                                               |
| 黃幹線 區間車(南) | 新營客運            | 新營－柳營－下營－麻豆轉運站               | |
| 黃1               | 新營客運            | 新營－柳營－林鳳營火車站－六甲             | - 部分班次延駛新營轉運站、臺南藝術大學。                                                                     |
| 黃2               | 新營客運            | 新營－柳營－林鳳營火車站－六甲－王爺宮     | - 部分班次延駛西口小瑞士。                                                                                   |
| 黃3               | 新營客運            | 新營－柳營－二重溪－果毅後廟前             | - 部分班次繞駛柳營科工區。 - 部分班次延駛新營轉運站、德元埤荷蘭村。                                          |
| 黃4               | 新營客運            | 新營－柳營－二重溪－果毅後－六甲           | - 部分班次延駛新營轉運站。 - 除06:00六甲發車班次，其餘班次繞駛柳營奇美醫院。                                 |
| 黃5               | 新營客運            | 新營－柳營－紅毛厝－下營－曾文市政願景園區 | |
| 黃5區間車         | 皇冠交通            | 新營－柳營－紅毛厝－下營廟前               | - 全線使用小黃公車營運。                                                                                     |
| 黃6               | 新營客運            | 新營－菁寮－白沙屯－後壁火車站             | - 部分班次延駛新營轉運站。 - 返程自後壁區公所發車。                                                          |
| 黃6區間車         | 新營客運            | 新營－菁寮－白沙屯                         | |
| 黃7               | 新營客運            | 新營－東山－青山                           | - 部分班次延駛新營轉運站、仙公廟。                                                                           |
| 黃7區間車         | 新營客運            | 新營－東山                                 | - 05:50新營站發車不經枋子林。 - 部分班次延駛新營轉運站。 - 部分班次繞駛水雲里。                              |
| 黃9               | 新營客運            | 新營－後壁火車站－南靖火車站－高鐵嘉義站   | - 每週二至週日新營站8:00~17:00班次延駛故宮南院。 - 臺南市政府民治中心站僅週一～週五6:00～18:30停靠。         |
| 黃12              | 新營客運            | 白河－關子嶺                               | - 部分班次延駛新營站。                                                                                       |
| 黃21              | 台一大車隊          | 新營－竹新里－菁寮－白沙屯                 | - 全線使用小黃公車營運。 - 例假日全線採預約制發車。                                                          |
| 黃22              | 台一大車隊          | 新營－土庫－許秀才－東山區衛生所           | - 全線使用小黃公車營運。                                                                                     |
| 7207              | 嘉義客運            | 嘉義－水上－竹子腳－義竹－鹽水－新營轉運站 | |
| 7208              | 嘉義客運            | 嘉義－水上－重寮－義竹－鹽水－新營轉運站   | |

### 公共自行車
臺南市YouBike 2.0於2023年2月23日正式營運，截至2025年6月13日於新營區內設置44處站點。

## 休閒觀光
- 交通部觀光署新營火車站旅遊服務中心
- 南瀛綠都心公園
- 國家圖書館南部分館暨國家聯合典藏中心（興建中）
- 新營美術園區
- 大新營糖鐵自行車道
- 新營鐵道地景公園
- 新營糖廠小火車
- 新營糖廠糖福印刷創意館
- 臺南市立南瀛親子館
- 新營長勝營區綠色隧道
- 新營太子宮
- 鐵線橋通濟宮
- 天鵝湖公園
- 新營綠川北街步道

## 外部連結
- 新營區公所 （页面存档备份，存于）
- 新營文化中心 （页面存档备份，存于）